# Black Roses
Black Roses ist das siebte Musikalbum der finnischen Rockband The Rasmus und erschien am 22. September 2008. Alle Songs wurden von dem Bandgitarristen Pauli Rantasalmi selbst geschrieben. Produziert wurde das Album von Desmond Child und Harry Sommerdahl.

## Tracklist
1. Livin’ in a World Without You (3:50)
2. Ten Black Roses (3:54)
3. Ghost of Love (3:17)
4. Justify (4:26)
5. Your Forgiveness (3:55)
6. Run to You (4:11)
7. You Got It Wrong (3:15)
8. Lost and Lonely (4:46)
9. The Fight (3:45)
10. Dangerous Kind (3:46)
11. Live Forever (3:20)

### Bonustracks
1. Yesterday You Threw Away Tomorrow (3:05)
2. Livin’ in a World Without You (Acoustic) (3:43)

## Singleauskopplungen

### Livin’ in a World Without You
Die erste Singleauskopplung war Livin’ in a World Without You und ist am 10. September 2008 erschienen.
In dem Video zu Livin’ in a World Without You wird Lauri gezeigt, wie er mit der Liebe zu einer Frau lebt.

### Justify
Justify war die zweite Singleauskopplung des Albums und wurde am 30. Januar 2009 veröffentlicht.
In dem Video zu Justify sieht man den Sänger Lauri gefesselt in einem leeren Pool sitzen. Mit der Zeit füllt sich der Pool mit Lauris schwarzen Tränen, bis er ertrinkt.